# فرودگاه شهرستان فولتن-ایتاوامبا
فرودگاه شهرستان فولتن-ایتاوامبا (به انگلیسی: Fulton-Itawamba County Airport) یک فرودگاه همگانی است که یک باند فرود آسفالت دارد و طول باند آن ۹۱۴ متر است. این فرودگاه در کشور ایالات متحده آمریکا قرار دارد و در ارتفاع ۱۳۷ متری از سطح دریا واقع شده‌است.